# Ariane Sherine
Ariane Sherine (née le 3 juillet 1980 à Londres) est une journaliste et scénariste de télévision britannique, créatrice de l'Atheist Bus Campaign. Elle réside à Londres.

## Carrière

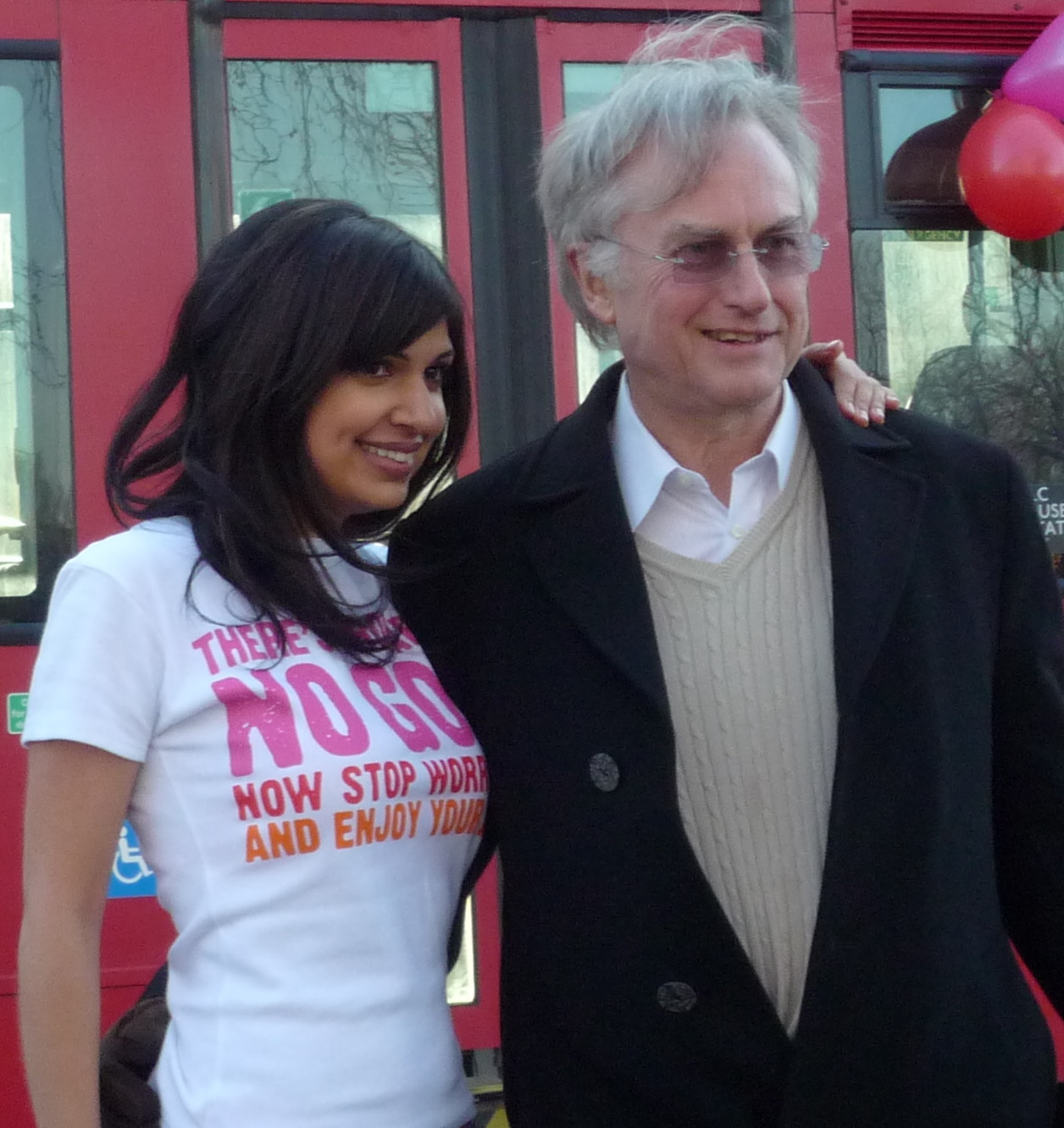
Ariane Sherine et Richard Dawkins lors de l'Atheist Bus Campaign à Londres

Ariane Sherine est journaliste à plein temps au journal The Guardian, mais écrit aussi pour le Sunday Times et The Independent.
Elle débute dans le journalisme à l'âge de 21 ans, en faisant la critique d'albums dans New Musical Express, avant de concourir au trophée du meilleur talent de rédacteur de sitcom pour la BBC en 2002. Elle écrit ensuite des comédies pour la télévision britannique, parmi lesquelles la sitcom de la BBC Ma tribu, célèbre en Grande-Bretagne ou encore Deux blondes et des chips et d'autres émissions de divertissement.
Elle est aussi connue pour plusieurs épisodes diffusés sur CBBC et CITV, parmi lesquels The Story of Tracy Beaker, Amandine Malabul et Space Pirates, avant de se consacrer à nouveau au journalisme début 2008.

## Sécularisme
Ariane Sherine lance l'Atheist Bus Campaign en réponse à des publicités évangéliques chrétiennes qui menaçaient « les non-chrétiens de passer toute l'éternité dans le tourment de l'enfer, brûlant dans une mare de feu. »
Elle fut élevée avec une éducation chrétienne ; toutefois, son père appartenait à l'Église universaliste unitarienne et sa mère était zoroastrienne. Elle fut nommée Laïque de l'année 2009 par la National Secular Society.